# Родина (Ленинское сельское поселение)
Родина — деревня в Кудымкарском районе Пермского края. Входила в состав Ленинского сельского поселения. Располагается южнее от города Кудымкара. Расстояние до районного центра составляет 23 км. По данным Всероссийской переписи населения 2010 года, в деревне проживало 3 человека (1 мужчина и 2 женщины).

## История
По данным на 1 июля 1963 года, в деревне проживало 75 человек. Населённый пункт входил в состав Верх-Юсьвинского сельсовета.